# Caroline Bertuch

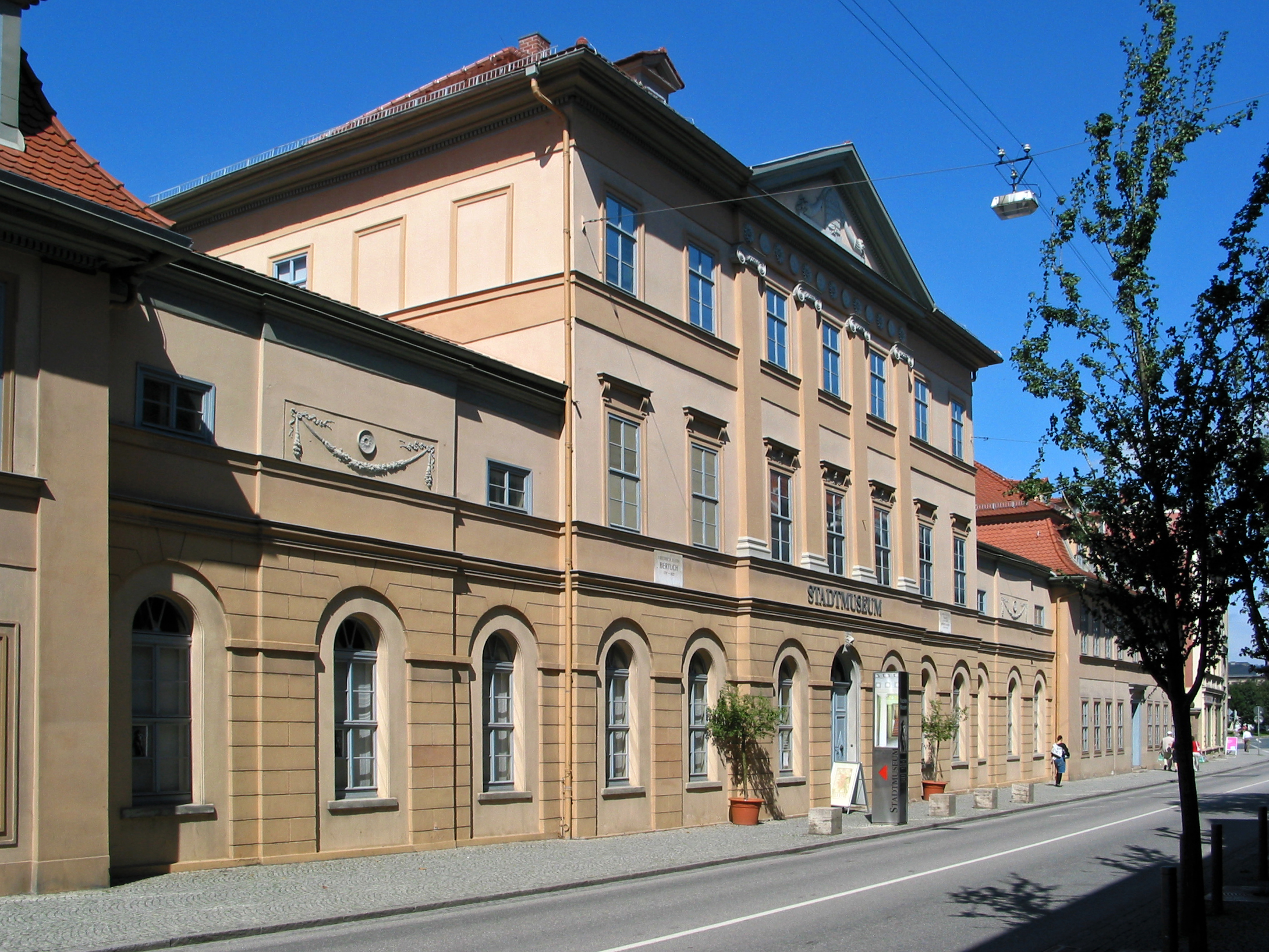
Bertuchhaus am Baumgarten, ehemals Wohn- u. Geschäftshaus von F. J. Bertuch, heute Sitz des Stadtmuseums Weimar

Friederike Elisabetha Caroline Bertuch, geborene Slevoigt (* 22. April 1751 in Waldeck bei Bürgel; † 13. Dezember 1810 in Weimar) war eine Unternehmerin der Weimarer Klassik.

## Leben und Leistungen
Sie war die Tochter des Sachsen-Weimarischen Wildmeisters zu Waldeck Traugott Friedemann Slevoigt und der Eva Friederica Elisabetha geb. Reuschel (auch: Reischel; * 1701, † 25. Mai 1806) aus Sömmerda. Am 29. April 1776 heiratete sie den Verleger Friedrich Justin Bertuch. Zusammen mit ihrer Schwester Auguste Slevoigt (1752–1821) betrieb sie eine eigene Putzmacherwerkstatt in Weimar. Es war ein Zweigunternehmen von Friedrich Justin Bertuch, der 1782 dieses Unternehmen auf Anregung seiner Frau hin gründete und auch wohl mit dem erforderlichen Grundkapital ausstattete. Die Manufaktur befand sich in Bertuchs eigenem Haus. Sie war spezialisiert auf die Herstellung künstlicher Blumen. Dieses Unternehmen, das auch den Weimarer Hof belieferte, verfolgte auch ein soziales Ziel. Mittellose Angehörige des Bürgertums sollten so ein Einkommen erzielen können. Zur wohl bedeutendsten Angestellte ihres Unternehmens wurde Christiane Vulpius. Der Kontakt der Bertuchs zum Hof lief also keineswegs ausschließlich über die geschäftlichen Aktivitäten von Friedrich Justin Bertuch. So stand Caroline Bertuch unter anderem im Briefwechsel mit dem Weimarer Hofmaler Georg Melchior Kraus. Sie verkehrte auch bei Goethe. Sie beteiligte sich außerdem an der 1786 gegründeten Zeitschrift Journal des Luxus und der Moden, welches auch zur eigenen Werbung genutzt wurde. Ihr Unternehmen wurde fürstlich sanktioniert. So hieß es offiziell in einem Anzeiger mit Waren- und Preistabelle auch Fürstl. privilegirte Armen-Fabrique von Caroline Bertuch, zu Weimar.
Der Einfluss Caroline Bertuchs zeigt sich in der Unternehmensphilosophie ihres Mannes, der schließlich weitere Unternehmen ebenfalls mit sozialem Impetus gründete.

## Nachweise
1. ↑  Todesanzeige in Weimarisches Wochenblatt vom 15. Dezember 1810, S. 468.
2. ↑  Todesanzeige in Weimarisches Wochenblatt vom 28. Mai 1806, S. 179.
3. ↑  Kirchenbuch von Schöngleina 1750, S. 69, laut Steiner u. Kühn-Stillmark 2001, S. 252f. Anm. 17.
4. ↑  Weimarische Wöchentliche Anzeigen vom 1. Mai 1776, S. 142.
5. ↑  Todesanzeige in Weimarisches Wochenblatt vom 30. Januar 1821, S. 40

| Personendaten    | Personendaten |
| ---------------- | --- |
| NAME             | Bertuch, Caroline |
| ALTERNATIVNAMEN  | Bertuch, Friederike Elisabetha Caroline (vollständiger Name); Slevoigt, Friederike Elisabetha Caroline (Geburtsname) |
| KURZBESCHREIBUNG | Unternehmerin der Weimarer Klassik                                                                                   |
| GEBURTSDATUM     | 22. April 1751 |
| GEBURTSORT       | Waldeck (Thüringen)                                                                                                  |
| STERBEDATUM      | 13. Dezember 1810 |
| STERBEORT        | Weimar |